# ミシェリ・パボン
ミシェリ・マリーニョ・パボン（Michelle Marinho Pavão、女性、1986年10月31日 - ）は、ブラジルのバレーボール選手。ポジションはセッター。ブラジル代表。

## 来歴
1986年、リオデジャネイロ出身。同じく代表でプレーするモニーキ・パボンは双子の姉。
2008年、ブラジル代表に初選出される。同年7月のパンアメリカンカップで代表デビューした。2013年より本格的に代表チームでプレーし、モントルーバレーマスターズ、ワールドグランプリ、グラチャンと出場したすべての大会で金メダルを獲得した。

## 球歴
- グラチャン - 2013年（金メダル）
- 南米選手権 - 2013年（金メダル）
- ワールドグランプリ - 2013年（金メダル）

## 所属クラブ
- Rio de Janeiro Volêi Clube（2004-2005年）
- Clube Desportivo Macaé Sports（2005-2007年）
- Rio de Janeiro Volêi Clube（2007-2010年）
- Minas Tênis Clube（2010-2011年）
- SESI-SP（2011-2012年）
- Praia Clube（2012-2014年）
- Brasília Vôlei（2014-）